# Plandome Manor
Plandome Manor es una villa ubicada en el condado de Nassau en el estado estadounidense de Nueva York. En el año 2000 tenía una población de 838 habitantes y una densidad poblacional de 632,3 personas por km². Plandome Manor se encuentra dentro del pueblo de North Hempstead.

## Geografía
Plandome Manor se encuentra ubicada en las coordenadas 40°48′54″N 73°41′57″O / 40.81500, -73.69917. Según la Oficina del Censo, la ciudad tiene un área total de 1,5 km² (0,6 mi²), de la cual 1,3 km² (0,5 mi²) es tierra y 0,2 km² (0,1 mi²) (13.56%) es agua.

## Demografía
Según la Oficina del Censo en 2000 los ingresos medios por hogar en la localidad eran de $176,959, y los ingresos medios por familia eran $193,496. Los hombres tenían unos ingresos medios de $100,000 frente a los $69,583 para las mujeres. La renta per cápita para la localidad era de $77,276. Alrededor del 2.2% de la población estaban por debajo del umbral de pobreza.